# Dulce de batata
Le dulce de batata (friandise de patates douces en espagnol), ou doce de batata (en portugais), est un dessert traditionnel de la cuisine argentine, paraguayenne, uruguayenne  et brésilienne, préparé à partir d'une purée de patates douces. C'est une gelée, qui ressemble à une marmelade en raison de sa texture ferme et gélatineuse et de sa couleur orange qui rappelle celle du caramel. Au Brésil, ce plat est connu sous le nom de marrom-glacê de batata-doce.
Dans le commerce, ce dessert est souvent conditionné en conserve dans des boîtes métalliques plates et rondes. Dans certaines versions commerciales, on y ajoute du chocolat.
Au Brésil, ce dessert, basé sur une recette typiquement argentine, a été lancé dans les années 1950 par l'ancienne Companhia Industrial de Conservas Alimentícias (CICA), dont le siège était à Jundiaí (São Paulo).
Le dulce de batata peut se consommer au petit déjeuner ou en collation, généralement consommé avec des craquelins, du fromage ou des fruits.

## Ingrédients
Au Brésil, le marrom-glacê fabriqué industriellement incorpore, outre les patates douces, des ingrédients d'origine naturelle, à savoir un sirop de glucose à la vanille, un gélifiant, généralement de la gélose provenant d'algues (pour donner la consistance de la gélatine), un épaississant qui augmente la viscosité, en général de la gomme de caroube, extraite des graines du caroubier, et un agent de conservation, de l'acide citrique présent dans les agrumes.